# 马里北部冲突
馬里北部衝突又稱馬利戰爭（Mali War）、馬利內戰（Malian Civil War），是指自2012年至今，馬里北部地區的持续武装冲突，起初是尋求马里北部獨立的分離主義武装组织与馬里政府军之間的戰鬥，至2013年已變為尋求控制整個馬里的伊斯蘭激進組織與馬里政府軍及多國部隊之間的戰鬥。

## 背景
2012年1月，图阿雷格人武装组织阿扎瓦德民族解放运动在马里北方發動新的武裝叛亂，希望建立跨越现存边境的新的独立民族国家阿扎瓦德。马里政府軍作戰失利，一些軍人抱怨得不到足夠武器作戰，不滿政府表現無能。2012年3月，不滿政府的軍人在首都巴马科嘩變，宣佈接管政權，總統阿马杜·图马尼·杜尔在4月同意辭職。在南方局勢不明的時候，图阿雷格分离主义者在伊斯兰激进分子帮助下趁机控制了马利北部地区，大约占马利领土面积的三分之二。4月6日，反政府武裝分子宣佈在北部成立名为“阿扎瓦德”的国家，定都加奥。

## 伊斯蘭主義者與民族主義者的衝突
2012年6月，圖阿雷格人與激進組織「伊斯蘭衛士」（Ansar Dine）的联盟因为分歧而破裂。前者希望建立一個世俗的阿扎瓦德國，後者則希望在整個馬里實施伊斯蘭教法。强硬派伊斯兰激进分子打败了在加奥地区的图阿雷格分离主义者，北部多個主要城镇都落入伊斯兰激进分子的控制下。
伊斯蘭武裝分子在佔領區內實施「極端版本」的伊斯蘭教法，包括以截肢作為犯罪懲罰。
2012年11月，伊斯兰激进分子从图阿雷格分离主义者手中夺走梅纳卡（Ménaka）。

## 外国军队介入
在马里政府与西共体的请求下，2012年10月12日，联合国安理会一致通过了由法国提出的解决方案，派出武装部队协助马里政府军同叛军作战。
2013年1月10日，伊斯兰反政府武装控制了中部重镇孔纳。1月11日，法国军队展开“藪貓行動”，以支援马里政府军的作战。
1月14日，马里叛军攻占距离首都以北400公里的迪亞巴利。
1月18日，马里政府军发表声明，称重新夺回孔纳的控制。
1月26日，法軍和馬里軍收復加奧。
馬里軍在法軍支援下，迅速收復北方所有主要城市。
2013年2月10日，伊斯蘭武裝分子突襲加奧，至2月11日被馬里軍和法軍擊退。
2013年2月22日，乍得軍與伊斯蘭武裝分子在馬里北部偏遠地方發生戰鬥，13名乍得軍及65名武裝分子陣亡。
2013年3月2日，一名法軍在馬里北部伊福拉斯山區陣亡，是法軍自1月出兵馬利以來第三名陣亡軍人。自從伊斯蘭武裝分子退入北部山區後，與法軍協同作戰的乍得宣稱乍得軍在該地區已殺死兩名伊斯蘭武裝首領，包括策劃2013年1月因阿邁納斯人質事件的貝爾摩塔爾（Mokhtar Belmokhtar）。
2013年6月18日，马里政府与图阿雷格武装签署和平协议。

## 停火结束和冲突延续
在政府军向没有武装的图阿雷格示威者开火之后，阿扎瓦德民族解放运动于同年11月宣布停火结束。
2014年1月25日，马里安全部队内部消息来源报道，法军在北部通布图区进行的一次军事行动导致11名伊斯兰武装分子死亡。
2月19日，德国和法国宣布将法德旅的部分人员部署到马里，以帮助训练马里部队。 这是欧盟部队在非洲的首次部署（作为欧盟特遣部队）。
2020年2月13日，马里军队返回基达尔，军队六年前在冲突中从该城市撤退。
2020年8月19日，叛亂士兵領袖今天表示，馬里總統凱塔（Ibrahim Boubacar Keita）和總理席斯（Boubou Ciss）已遭他們逮捕。